# Ezzelino II da Romano
Ezzelino II da Romano detto "il Monaco" (1150 ca. – tra il 1232 e il 1235) è stato un nobiluomo e politico italiano, attivo nella vita politica della Marca di Verona tra il XII e il XIII secolo.

## Biografia

### Politica a Treviso
Figlio di Ezzelino I da Romano e di Auria da Baone, seguì le orme del padre prendendo parte alla politica del Comune di Treviso.
I primi cenni sul suo conto lo vedono coinvolto come testimone o giudice in alcuni atti riguardanti i canonici della cattedrale. Il 4 aprile 1184 fu presente al giuramento dei rappresentanti di Conegliano e Ceneda sulla cittadinanza trevigiana. Fu console del Comune nel 1187 e poi podestà dal 1190 al 1192. Dopo questa, non sembra aver ricoperto altre cariche ufficiali, ma non rinunciò alla vita pubblica cittadina alla quale continuò a partecipare senza sosta sino al suo ritiro.
La posizione raggiunta gli permise di rendersi protagonista delle vicende belliche che coinvolsero Treviso all'epoca, impegnata nell'ampliamento del proprio territorio a scapito del patriarcato di Aquileia e dei vescovadi di Ceneda, Feltre e Belluno. Ebbe un ruolo di rilievo nell'acquisizione del castello di Zumelle, venduto al Comune da Guecello e Gabriele da Camino, e ai conflitti che seguirono all'occupazione trevigiana del fortilizio. Fu inoltre presente alla sentenza pronunciata dai rettori di Mantova e Verona al termine del conflitto contro Aquileia, Ceneda, Feltre e Belluno.
Nello stesso periodo (1185-1198) fu coinvolto nella vertenza insorta con l'abbazia di Sesto al Reghena che lo aveva accusato di averne usurpato alcuni beni. Ezzelino era peraltro avvocato del monastero, come pure del patriarcato di Aquileia (limitatamente al territorio compreso tra Piave e Livenza), delle diocesi di Feltre e Belluno e del monastero di Santa Maria del Pero, presso l'odierna Monastier di Treviso; nonostante ciò, non ebbe difficoltà nel sostenere i conti di Gorizia contro il patriarca ed ebbe grande influenza nelle vicende del Friuli occidentale, tramite la famiglia da Prata.

### Politica nella Marca veronese
Nel periodo successivo, caratterizzato dalla formazione di partes intercittadine, Ezzelino cominciò a sviluppare interessi e relazioni anche fuori dalla politica trevigiana.
Fu così attratto dalle lotte tra i Comuni di Padova e Vicenza attorno al controllo di Bassano, centro fortificato in posizione strategica non distante da Romano, dove già deteneva una cura di vassalli. Riuscì a cedere la città a Padova per denaro, suscitando le proteste dei Vicentini e anche della Lega lombarda, ma senza che la città fosse riconquistata. Successivamente preferì rovesciare le alleanze per avvicinarsi alle forze anti-estensi rappresentate da Verona, Vicenza e dal ferrarese Salinguerra II Torelli.
Si inserì quindi nella vita pubblica veronese, allora lacerata dalle lotte tra il partito dei Monticoli (anti-estensi e anti-svevi) opposto al partito dei Sambonifacio, filo-estense.
Tra la fine del 1209 e l'inizio del 1210 fu presso l'imperatore Ottone IV che, a detta del cronista Gerardo Maurisio, lo appoggiò nella sua nomina a podestà di Vicenza nel 1210-1211 e nel 1212-1213. Dopo questi mandati, prevalse in città il partito ostile ai da Vivaro di cui era alleato: nel 1219 venne eletto podestà Uguccione Pilio che cacciò i suoi sostenitori.
In quel periodo Ezzelino si trovava a Treviso, impegnato nell'espansione della città verso lo Stato patriarcale di Aquileia. Le problematiche vicentine e veronesi furono quindi affidate ai figli Alberico ed Ezzelino III da Romano, i quali attuarono un'attenta politica matrimoniale: Ezzelino III sposò Zilia, sorella di Rizzardo da Sambonifacio, mentre quest'ultimo si unì a Cunizza, sorella di Ezzelino III.
Nel novembre 1221, ormai in età avanzata, decise di ritirarsi nel piccolo monastero di Santo Spirito di Oliero che, nell'occasione, donò al monastero di Santa Croce di Campese. Ciò non rappresentò un completo allontanamento dalla vita politica: a detta del cronista Rolandino, nel 1228 inviò ai figli, impegnati in una controversia con Padova attorno al possesso del castello di Fonte, una lettera in cui li esortava a sottomettersi alla potente città. Nel 1223 divise tra i figli il proprio patrimonio, lasciando loro anche il ruolo di referenti del partito opposto a quello filo-estense.
Doveva essere ancora vivo nel 1232, quando il figlio Ezzelino III passò alla parte imperiale, ma di certo era morto il 16 febbraio 1235, quando, in occasione delle dimissioni da avvocato del vescovo di Belluno, lo stesso Ezzelino III fu definito quondam domini Eccelini de Romano.

## Matrimoni e discendenza
Ezzelino II da Romano contrasse in tutto quattro matrimoni.
Dall'unione con Agnese d'Este, figlia Azzo V d'Este, ebbe:
- Palma, che nel 1207 sposerà Gualpertino da Cavaso.

Dall'unione con Speronella Dalesmanini, figlia di Dalesmano, non nacquero figli. Il matrimonio venne annullato quando Speronella, invaghitasi di Olderico Fontana da Monselice, abbandonò il marito.
Dall'unione con Cecilia d'Abano, figlia di Manfredo d'Abano, ebbe:
- Agnese, che sposerà Giacomo de' Guidotti.

Cecilia venne ripudiata in seguito allo stupro di Gherardo da Camposampiero, che aveva agito così per vendetta, essendo stato lui promesso sposo dell'ereditiera, sennonché Ezzelino I da Romano era riuscito a persuadere il tutore di questa a sposarla invece al figlio Ezzelino II.
Dall'unione con Adelaide degli Alberti, figlia di Alberto IV degli Alberti, ebbe:
- Palma Novella, che sposerà Alberto da Baone.
- Imilia (o Emilia), che sposerà Alberto dei conti di Vicenza.
- Sofia, maritata in prime nozze ad Enrico II da Egna ed in seconde a Salinguerra II Torelli.
- Ezzelino III, che sposerà Zilia da San Bonifacio nel 1222; Selvaggia di Staufen nel 1238;  Isotta Lancia nel 1244 e Beatrice Maltraversi nel 1249.
- Alberico, ammogliato in prime nozze nel 1221 a Beatrice da Vicenza ed in seconde ad una nobildonna chiamata Margherita.
- Cunizza, che sposerà Rizzardo da San Bonifacio nel 1222 e Naimerio da Breganze nel 1252.

Dall'amante Maria di Camposampiero, cugina di Gherardo, ebbe una figlia:
- Adelasia[3].